# Ascogaster inconspicua
Ascogaster inconspicua är en stekelart som beskrevs av Baker 1926. Ascogaster inconspicua ingår i släktet Ascogaster och familjen bracksteklar. Inga underarter finns listade.